# Ratolí menjacucs
Els ratolins menjacucs (Apomys) són un gènere de rosegadors endèmics de les Filipines. Estan presents a la majoria d'illes del país, tret de Palawan, l'arxipèlag de Sulu, les Batanes i les Babuyan.
Les espècies d'aquest grup pesen entre 18 i 128 g. La cua és igual de llarga, o més, que la resta del cos. Aquests ratolins tenen el pelatge suau i espès. El pèl és més fosc al darrere i més pàl·lid al davant, sovint de color gairebé blanc amb un toc groc ataronjat. Les potes posteriors són bastant llargues i estretes, presenten sis coixinets i tenen els dits 2–4 visiblement més llargs que el dit 5 i l'hàl·lux. Totes les espècies tenen dos parells de mamelles inguinals.

## Taxonomia
- Subgènere Apomys
  - A. camiguinensis
  - A. hylocetes
  - A. insignis
  - A. iridensis
  - A. littoralis
  - A. lubangensis
  - A. magnus
  - A. microdon
  - A. musculus
  - A. sierrae
- Subgènere Megapomys
  - A. abrae
  - A. aurorae
  - A. banahao
  - A. brownorum
  - A. crinitus
  - A. datae
  - Ratolí menjacucs de musell esvelt (A. gracilirostris)
  - A. magnus
  - A. minganensis
  - A. minor
  - A. sacobianus
  - A. sierrae
  - A. veluzi
  - A. zambalensis